# Castelnau-sur-Gupie
Castelnau-sur-Gupie è un comune francese di 846 abitanti situato nel dipartimento del Lot e Garonna nella regione della Nuova Aquitania.

## Società

### Evoluzione demografica
Abitanti censiti